# Herbarum vivae eicones

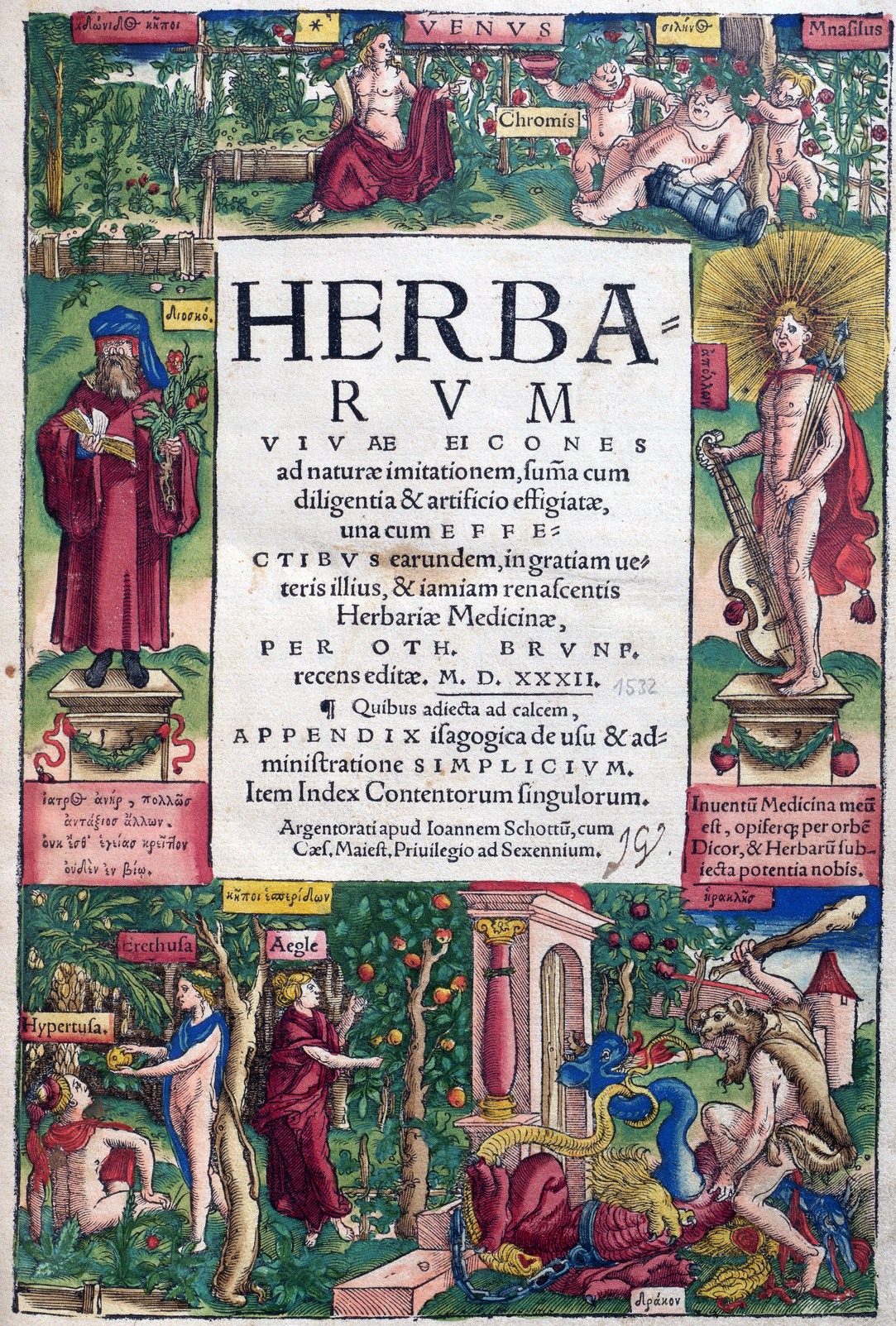
Kolorierte Titelseite des Herbarum vivae eicones von 1530

Herbarum vivae eicones (deutsch: Lebendige Bilder der Kräuter) ist ein 1530 in Straßburg erschienenes „Kräuterbuch“ von Otto Brunfels. Unter den Titeln Novi herbarii tomus II und Tomus herbarii Othonis Brunfelsii III folgten 1531 und 1536 (postum) ergänzende Bände. Als Contrafayt Kreüterbuch (1532) bzw. Kreüterbuch contrafayt (1534) erschien eine deutsche Bearbeitung.
Herbarum vivae eicones enthält die ersten gedruckten Pflanzenabbildungen, die anhand von Pflanzen aus der Natur angefertigt wurden.

## Werk
Der Folio-Band Herbarum vivae eicones ad naturae imitationem, sum[m]a cum diligentia et artificio effigiatae, una cum effectibus earundem, in gratiam ueteris illius, & iamiam renascentis Herbariae Medicinae wurde bei Johann Schott gedruckt.
Die 266 nummerierten Seiten sind mit 86 Holzschnitten vom Dürer-Schüler Hans Weiditz angefertigten Pflanzenabbildungen illustriert, die von ihm nach Naturvorlagen geschaffen wurden. Herbarum vivae eicones wurde 1532, 1536, 1537 und 1539 nochmals in nahezu unveränderter Form aufgelegt.
Die Holzschnitte wurden 1543 in dem von Johann Schott ohne Autorenangabe veröffentlichten Werk In Dioscoridis historiam herbarum certissima adaptatio wiederverwendet. Wie schon im Kreutterbůch von allem Erdtgewächs (1533) verwandte der in Frankfurt am Main ansässige Verleger Christian Egenolff die Illustrationen in seiner Bildzusammenstellung Herbarum imagines vivae. Der kreuter lebliche Contrafaytung (1546).

### Inhalt
Herbarum vivae eicones war nicht dazu gedacht neue Pflanzenbeschreibungen zu veröffentlichen, sondern die Informationen aus klassischen Quellen zusammenzuführen und auf darin befindlichen Unterschiede hinzuweisen. Die lebensgroßen Abbildungen sind nicht idealisiert und zeigen echte Exemplare.
Der zweite Band Novi herbarii tomus II enthält im Anhang De vera herbarum cognitione (Seiten 97 bis 313) zwölf, von Brunfels herausgegebene Traktate von Dioskurides, Scribonius Largus, Giovanni Manardi, Niccolò Leoniceno, Giovanni Manardi, Hermann von Neuenahr, Leonhart Fuchs, dem Baseler Arzt Joachim Schiller, Hieronymus Bock, Marco Gatinaria (1442–1496), Johannes Jacobus Manlius (ca. 15. Jh.) und Hieronymus Brunschwig. Sie beschäftigen sich mit der Pflanzenbestimmung in klassischen Quellen.
Herbarum vivae eicones besteht aus 52 Rhapsodien.

### Titelseite
Oberhalb des in Rot und Schwarz gedruckten Titels ist der Garten des Adonis abgebildet. Links sitzt seine Gemahlin Venus und zur Rechten Silenos, begleitet von den zwei Putti Mnasilus and Chromis. Im unteren Teil befindet sich der Garten der Hesperiden. In der rechten Hälfte des Gartens ist dargestellt wie Herkules gegen den Drachen kämpft der die Äpfel der Hesperiden bewacht. Den Titel flankieren auf einem Sockel dargestellt Dioscorides (links) und Apollon (rechts).

### Gliederung
- Inclytae urbis argent. prudentissimo senatui, Ottho Brunfelsius S. D.
- Autores quorum testimoniis in hoc opere usu sumus
- Ioann. Sapidus lectori S
- Othonis Brunnfelsii de utilitate & praestantia herbarum, & simplicis medicinae praefatio
- Invocatio divini auxilii
- De Plantagine, Rhapsodia Prima
  - Plantago Maior. Breyter Wegrich
  - Plantago Minor. Spitzer wegerich
  - Plantago Rubea. Rot Wegerich
- De Utroque Helleboro, Albo, Et Nigro, Rhapsodia Secunda
  - Helleborus Niger. Christwurtz
- De Nenuphare, Rhapsodia Tertia
- De Ungula Caballina, Rhapsodia Quarta
- De Aristolochiis Rhapsodia Quinta
- De Aro. Rhapsodia Sexta
- De Colubrina, Rhapsodia Septima
  - Noterwurtz männlin
  - Gut Heinrich
- De Asaro Rhapsodia Octava
  - Asarum. Haselwurtz
- De Omnibus Consolidis. Rhapsodia Nona
  - Walwurtz männlin
  - Walwurtz weiblin
- De Sanicula. Rhapsodia Decima
  - Diapensia. Sanickel
- De Consolida Regali, Rhapsodia Undecima
- De Tormentilla, & vero Pentaphyllo. Rhapsodia Duodecima
  - Tormentilla. Tormentill
- De Betonica, Rhapsodia Duodecima
  - Betonien
- De Consolidamedia, Rhapsodia. XIIII
- De Herba Paralysi, Rhapsodia XV
- Herba Paralysis. Himmelschlüssel
- De Capno, id est Fumaria Herba, vel Fumo terrae. Rhapsodia Decimaquarta
  - Fumus terrae. Daubenkropff
- De Satyriis, Rapsodia XVI
  - Stendelwurtz
  - Satyrion mas. Knabenkraut. Cynosorchis. Ragwurtz
  - Satyrion odoriferum
  - Satyrion foemina
- De Boragine, et Buglosso, Rhapsodia Decimaseptima
  - Buglossa sylvestris. Wild Ochßenzung
  - Ochsenzung
  - Borago. Burretsch
- De Verbena, Rhapsodia Decimaoctava
  - Verbena Mascula
  - Verbena foemina. Yßenkrut weiblin
- De Gamandræa, Rhapsodia Decimanona
  - Chamædrys. Gamenderlin
- De Narcisso, & Hermodactylo, Rhapsodia Vicesima
- Narcissus
- De Violis Rhapsodia XX
- Geel Violaten
- De Pede Corvino, Rhapsodia XXIII
  - Gefülter Hanfuß
  - Crus Galli. Kleiner Hanfuß
- De Urticis, Rhapsodia XXIIII
  - Heyter Nesszelen
  - Taub Nesszeln weissz
  - Daub Nesszel, Männlin
  - De Urticis
- De Marrubio Rhapsodia XXV
- De Hedera Terrestri, Rhapsodia XXVI
- De Eufragia, Rhapsodia XXVII
- De Lino. Rhapsodia XXVIII
- De Cynoglossis Rhapsodia XXVIII
  - Cynoglossa minor. Kleyn Hundtszung
- De Vinca Pervinca, Rhapsodia XXX
  - Yngrün
- De Perfoliata Rhapsodia XXXI
  - Perfoliata mascula. Durchwachß Männlin
  - Perfoliata fœmina. Durchwachß Weiblin
  - Narcissus Martius. Mertzenblümlin
- De omnibus Saxifragis Rhapsodia XXXIII
- De Hepatica, Rhapsodia XXXIIII
- De Linaria, Rhapsodia XXXV
- De Esula, Rhapsodia XXXIX
- De Omnibus Malvis, Rhapsodia XXXV
- De Coriandro Rhapsodia XXXIIII
- De Ozymo Rhapsodia XXXV
- De Lilio Convallis, vel Lilio sylvestri. Rhapsodia XXXVI
- De Scrophularia, Rhapsodia XXXVII
- De Capillo Veneris, Rhapsodia XXXVIII
- De Hyoscyamo, Rhapsodia XXXIX
- De Pulegio Rhapsodia XLI
- De Atapucia, Rhapsodia XLI
- De Pentaphyllo Rhapsodia XLII
- De Chelidonio Rhapsodia XLII
- De Anagallide Rhapsodia XLIII
- De Nigella. Rhapsodia XLIIII
- De Matricaria Prima Specie Parthenii. Rhapsodia XLV
- De Tanaceto Secunda specie Matricariæ & Partheniorum, Rhapsodia XLVI
- De Chamæmelo Tertia specie Parthenii, Rhapsodia XLVII
- De Cotula fœtida, Quarta specie Parthenii, Rhapsodia XLVIII
- De Quinta Specie Parthenii, id est, Oculo bovis, vel Vaccino, sive Cotula non foetenti. Rhapsodia XLIX
- De Mercuriali Sexta specie Parthenii Rhapsodia L
- De Septima specie Parthenii Parietaria, Rhapsodia LI
- De Artemisia Octava specie Parthenii Rhapsodia LII
- Rhapsodiarum catalogus
- Index Contentorum
- Contenta appenpendicis sequentis
- Appendix
- Nicolas Prugnerus, candido Lectori S

### Titelblätter der 1. Ausgabe

„1. Ausgabe“
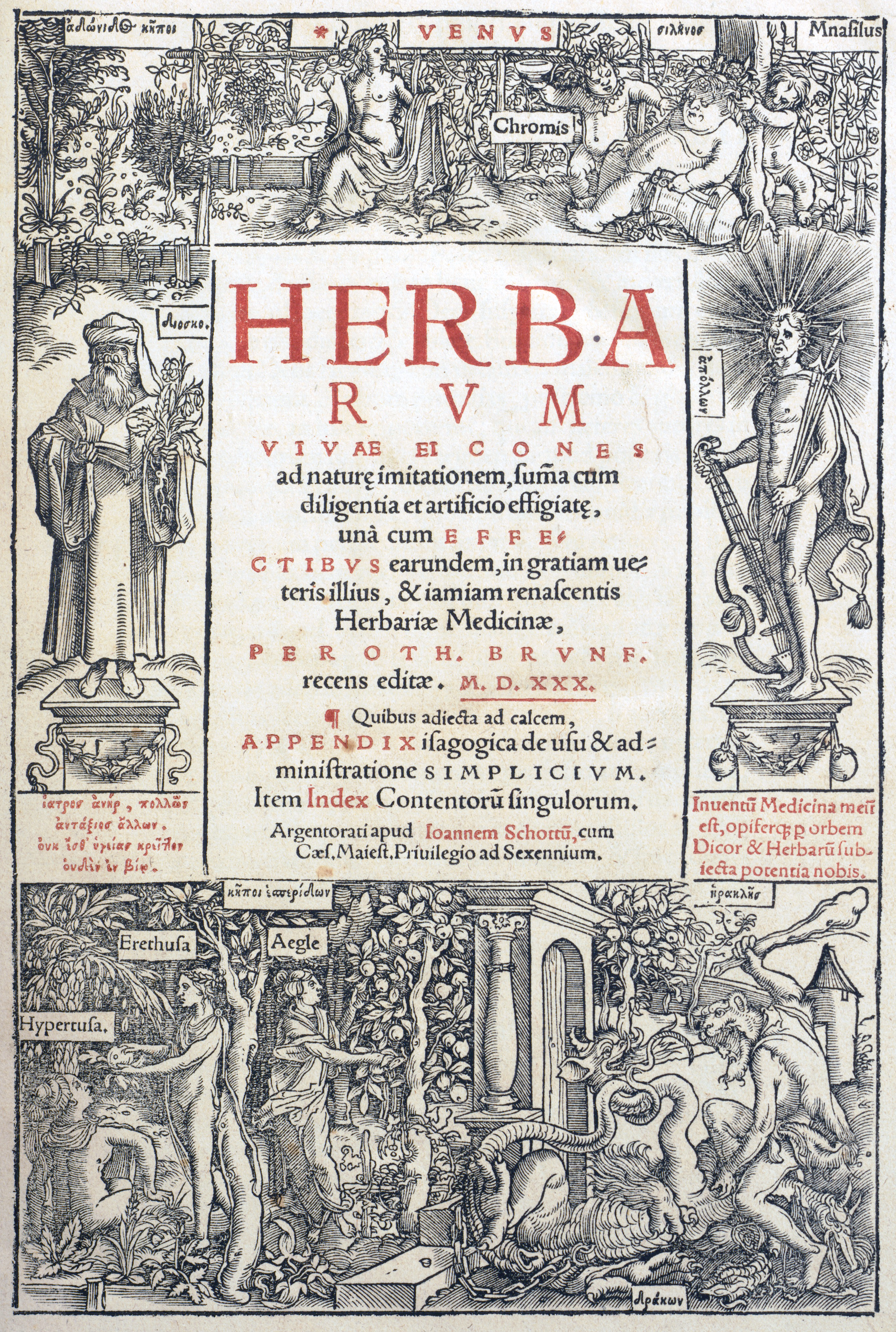
Band 1: Herbarum vivae eicones (1630)
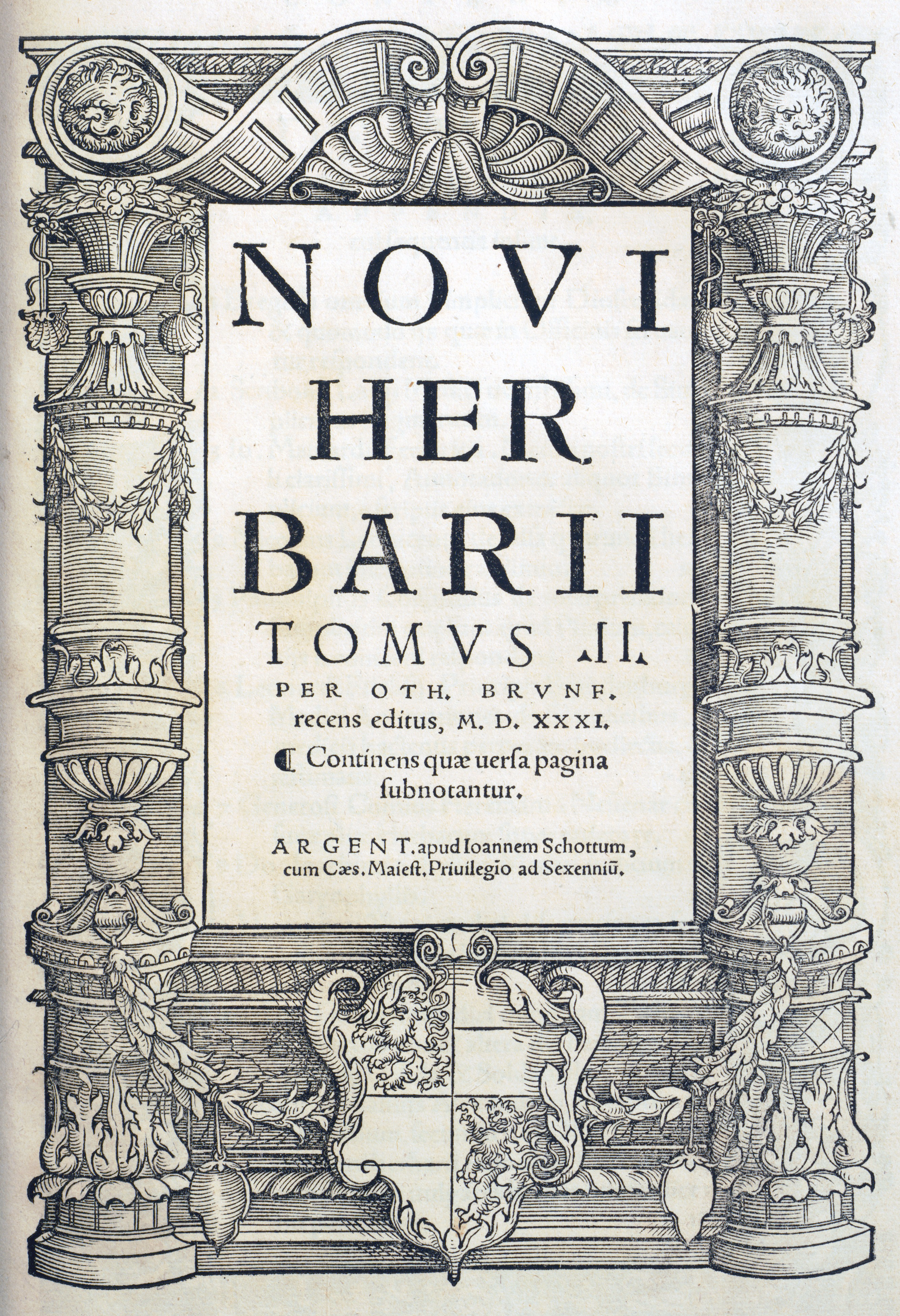
Band 2: Novi herbarii tomus II (1632)
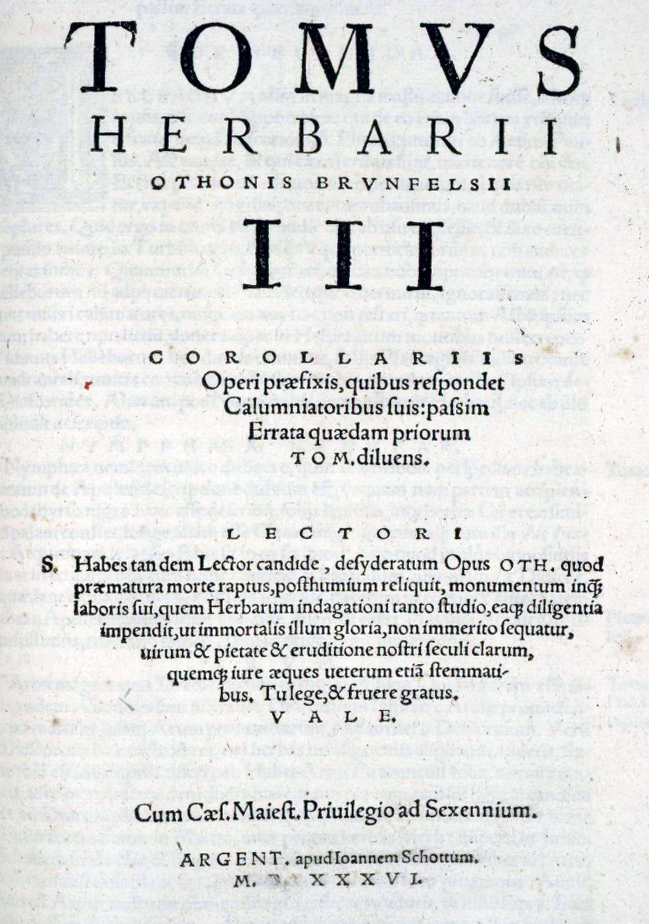
Band 3: Tomus herbarii Othonis Brunfelsii III (1636)

### Illustrationen
| Rhapsodia, Seite                 | Abbildung | lat. Namen                              | dt. Trivialname(n)                                        | Name lt. Species Plantarum (1753)                 | Name heute                                                                                          |
| -------------------------------- | --------- | --------------------------------------- | --------------------------------------------------------- | ------------------------------------------------- | --------------------------------------------------------------------------------------------------- |
| Rhapsodia 1, S. 23               |           | Plantago maior                          | „Breyter Wegrich“, „Wegerich“, „Schoffzung“               | Plantago media                                    | Mittlerer Wegerich (Plantago media)                                                                 |
| Rhapsodia 1, S. 24               |           | Plantago minor                          | „Spitzer Wegrich“, „Klein Wegerich“, „Spitz Wegerich“     | Plantago lanceolata                               | Spitzwegerich (Plantago lanceolata)                                                                 |
| Rhapsodia 1, S. 25               |           | Plantago rubea                          | „Rot Wegerich“                                            | Plantago major                                    | Breitwegerich (Plantago major)                                                                      |
| Rhapsodia 2, S. 30               |           | Helleborus niger                        | „Christwurtz“, „Weiß Nyeszwurtz“                          | Helleborus viridis                                | Helleborus viridis                                                                                  |
| Rhapsodia 3, S. 36               |           | Nenufar mas                             | „Geel Seehbluom“                                          | Nymphaea lutea                                    | Gelbe Teichrose (Nuphar lutea)                                                                      |
| Rhapsodia 3, S. 37               |           | Nenufar foemina                         | „Weissz Seehbluom“                                        | Nymphaea alba                                     | Weiße Seerose (Nymphaea alba)                                                                       |
| Rhapsodia 4, S. 41               |           | Ungula caballina                        | „Rosszhuob“, „Branntlattich“                              | Tussilago farfara                                 | Huflattich (Tussilago farfara)                                                                      |
| Rhapsodia 5, S. 47               |           | Aristolochia rotunda                    | „Ronde Holwurtz“, „Holwurtz das weiblin“                  | Fumaria bulbosa var. cava                         | Hohler Lerchensporn (Corydalis cava)                                                                |
| Rhapsodia 5, S. 48               |           | Aristolochia longa                      | „Lang Holwurtz“, „Holwurtz das maennlin“                  | Fumaria bulbosa var. cava                         | Hohler Lerchensporn (Corydalis cava)                                                                |
| Rhapsodia 6, S. 56               |           | Arona                                   | „Aron“, „Pfaffen pint“                                    | Arum maculatum                                    | Gefleckter Aronstab (Arum maculatum)                                                                |
| Rhapsodia 7, S. 61               |           | Colubrina foemina,                      | „Naterwurtz weiblin“                                      | Polygonum bistorta                                | Schlangen-Knöterich (Bistorta officinalis)                                                          |
| Rhapsodia 7, S. 62               |           | Colubrina mas                           | „Naterwurtz männlin“                                      | Polygonum bistorta                                | Schlangen-Knöterich (Bistorta officinalis)                                                          |
| Rhapsodia 7, S. 63               |           | Mercurialis alters                      | „Guot Heinrich“, „Schwerbel“                              | Chenopodium bonus-henricus                        | Guter Heinrich (Blitum bonus-henricus)                                                              |
| Rhapsodia 8, S. 71               |           | Asarum                                  | „Haselwurtz“                                              | Asarum europaeum                                  | Gewöhnliche Haselwurz (Asarum europaeum)                                                            |
| Rhapsodia 9, S. 75               |           | Consolida maior mas                     | „Walwurtz männlin“                                        | Symphytum officinale                              | Echter Beinwell (Symphytum officinale)                                                              |
| Rhapsodia 9, S. 76               |           | Consolida maior fomina                  | „Walwurtz weiblin“                                        | Symphytum officinale                              | Echter Beinwell (Symphytum officinale)                                                              |
| Rhapsodia 10, S. 80              |           | Diapensia, Sanicula                     | „Sanickel“                                                | Sanicula europaea                                 | Wald-Sanikel (Sanicula europaea)                                                                    |
| Rhapsodia 11, S. 83              |           | Consolida regalis                       | „Rittersporen“                                            | Delphinium consolida                              | Feld-Rittersporn (Consolida regalis, nom. nov., sonst Tautonym „Consolida consolida“)               |
| Rhapsodia 12, S. 85              |           | Tormentilla, Bistorta                   | „Tormentill“, „Rotwurtz“, „Blutwurz“                      | Tormentilla erecta                                | Blutwurz (Tormentilla erecta)                                                                       |
| Rhapsodia 13 [„12“], S. 88       |           | Betonica                                | „Betonien kraut“, „Brun Betonien“                         | Betonica officinalis                              | Echte Betonie (Betonica officinalis)                                                                |
| Rhapsodia 14, S. 95              |           | Consolida media                         | „Gulden Guntzel“                                          | Ajuga genevensis                                  | Genfer Günsel (Ajuga genevensis)                                                                    |
| Rhapsodia 15, S. 96              |           | Herba paralysis                         | „Himmelschlüsszel“, „Schlüsszelblumen“, „Weissz Betonien“ | Primula veris                                     | Echte Schlüsselblume (Primula veris)                                                                |
| Rhapsodia 15, S. 97              |           | -                                       | „Weissz Himmelschlüsszel“                                 | Primula veris var. elatior                        | Hohe Schlüsselblume (Primula elatior)                                                               |
| Rhapsodia [„14“], S. 99          |           | Fumus terre                             | „Erdrouch“, „Daubenkropff“, „Katzenkörbelkraut“           | Fumaria officinalis                               | Gewöhnlicher Erdrauch (Fumaria officinalis)                                                         |
| Rhapsodia 16, S. 103             |           | -                                       | „Stendelwurtz“                                            | Orchis militaris                                  | Helm-Knabenkraut (Orchis militaris)                                                                 |
| Rhapsodia 16, S. 104: 2 Abb.     |           | Satyrion mas / Cynosorchis              | „Knabenkraut“ / „Ragwurtz“                                | Orchis militaris / Orchis morio                   | Orchis militaris / Kleines Knabenkraut (Anacamptis morio)                                           |
| Rhapsodia 16, S. 105: 2 Abb.     |           | Satyrion quartum / Satyrion odoriferum. | „Knabenkraut“ / „Wolschmackend Knabenkraut“               | - / Ophrys spiralis                               | Hummel-Ragwurz (Ophrys fuciflora)?? / Herbst-Drehwurz (Spiranthes spiralis)                         |
| Rhapsodia 16, S. 106             |           | Satyrion foemina                        | „Knabenkraut weiblin“                                     | Orchis conopsea                                   | Mücken-Händelwurz (Gymnadenia conopsea)                                                             |
| Rhapsodia 17, S. 111             |           | Buglossa sylvestris                     | „Wild Ochßenzung“                                         | Echium vulgare                                    | Gewöhnlicher Natternkopf (Echium vulgare)                                                           |
| Rhapsodia 17, S. 112             |           | Buglossa                                | „Ochßenzung“                                              | Anchusa officinalis                               | Gemeine Ochsenzunge (Anchusa officinalis)                                                           |
| Rhapsodia 17, S. 113             |           | Borago                                  | „Burretsch“                                               | Borago officinalis                                | Borretsch Borago officinalis                                                                        |
| Rhapsodia 18, S. 119             |           | Verbena mascula                         | Yßenkrut maennlin                                         | Verbena officinalis                               | Echtes Eisenkraut (Verbena officinalis)                                                             |
| Rhapsodia 18, S. 120             |           | Verbena foemina                         | „Yßenkrut weiblin“                                        | Senecio vulgaris                                  | Gewöhnliches Greiskraut (Senecio vulgaris)                                                          |
| Rhapsodia 19, S. 125             |           | Chamaedrys                              | „Gamenderlin“                                             | Veronica chamaedrys                               | Gamander-Ehrenpreis (Veronica chamaedrys)                                                           |
| Rhapsodia 20, S. 129: 2 Abb.     |           | Narcissus luteus                        | „Geel Hornungsblum“ / „Weissz Hornungsblum“               | Narcissus pseudonarcissus / Leucojum vernum       | Gelbe Narzisse (Narcissus pseudonarcissus) / Frühlingsknotenblume (Leucojum vernum)                 |
| Rhapsodia [„20“], S. 136         |           | Leucoium                                | „Geel Violaten“                                           | Cheiranthus cheiri                                | Goldlack (Erysimum cheiri)                                                                          |
| Rhapsodia [„20“], S. 137: 3 Abb. |           | - / - / -                               | „Zamme Violaten“/ „Weissz Violaten“ / „Wilde Violaten“    | Viola odorata / Viola odorata var. ß/ Viola hirta | Duftveilchen (Viola odorata) / - / Raues Veilchen (Viola hirta)                                     |
| Rhapsodia 23, S. 143             |           | Pes corvi primus                        | „Hanenfuß“                                                | -                                                 | Wald-Hahnenfuß (Ranunculus nemorosus)                                                               |
| Rhapsodia 23, S. 144             |           | -                                       | „Gefülter Hanenfuß“                                       | Ranunculus acris                                  | Scharfer Hahnenfuß (Ranunculus acris)                                                               |
| Rhapsodia 23, S. 145             |           | Crus galli                              | „Kleiner Hanfuß“                                          | Ranunculus bulbosus                               | Knolliger Hahnenfuß (Ranunculus bulbosus)                                                           |
| Rhapsodia 24, S. 151             |           | -                                       | „Heyter Nesszeln“                                         | Urtica dioica                                     | Große Brennnessel (Urtica dioica)                                                                   |
| Rhapsodia 24, S. 152             |           | -                                       | „Taub Nesszeln weissz“                                    | Lamium album                                      | Weiße Taubnessel (Lamium album)                                                                     |
| Rhapsodia 24, S. 153             |           | -                                       | „Daub Nesszel, Männlin“                                   | Lamium album var. ß                               | Gefleckte Taubnessel (Lamium maculatum)                                                             |
| Rhapsodia 24, S. 154             |           | -                                       | „Brenn Nesszelen“                                         | Urtica urens                                      | Kleine Brennnessel (Urtica urens)                                                                   |
| Rhapsodia 25, S. 158             |           | -                                       | „Andorn maennlin“                                         | Leonurus cardiaca                                 | Echtes Herzgespann (Leonurus cardiaca)                                                              |
| Rhapsodia 25, S. 159             |           | -                                       | „Andorn weiblin“                                          | Marrubium vulgare                                 | Gewöhnlicher Andorn (Marrubium vulgare)                                                             |
| Rhapsodia 26, S. 167             |           | Hedera terrestris                       | „Gundelreb“                                               | Glechoma hederacea                                | Gundermann (Glechoma hederacea)                                                                     |
| Rhapsodia 27, S. 169             |           | Eufragia                                | „Edler Augentrost“                                        | Veronica serpyllifolia                            | Quendel-Ehrenpreis (Veronica serpyllifolia)                                                         |
| Rhapsodia 28, S. 170             |           | Linum                                   | „Linsomen“, „Flachß“                                      | Linum usitatissimum var. β                        | -                                                                                                   |
| Rhapsodia 29 [„28“], S. 175      |           | -                                       | „Grosse Hundtszung“                                       | Cynoglossum officinale                            | Gewöhnliche Hundszunge (Cynoglossum officinale)                                                     |
| Rhapsodia 29 [„28“], S. 176      |           | Cynoglossa minor                        | „Kleyn Hundtszung“                                        | Myosotis scorpioides var. palustris               | Sumpf-Vergissmeinnicht (Myosotis scorpioides)                                                       |
| Rhapsodia 30, S. 178             |           | Vinca pervinca                          | „Yngryen“                                                 | Vinca minor                                       | Kleines Immergrün (Vinca minor)                                                                     |
| Rhapsodia 31, S. 182             |           | Perfoliata mascula                      | „Durchwachß Männlin“                                      | Ophrys ovata                                      | Großes Zweiblatt (Neottia ovata)                                                                    |
| Rhapsodia 31, S. 183             |           | Perfoliata foemina                      | „Durchwachß Weiblin“                                      | Ophrys ovata                                      | Großes Zweiblatt (Neottia ovata)                                                                    |
| Rhapsodia [32], S. 184           |           | Narcissus martius                       | „Mertzenblümlin“                                          | Scilla bifolia                                    | Zweiblättriger Blaustern (Scilla bifolia)                                                           |
| Rhapsodia 33, S. 185             |           | Saxifraga                               | „Hoher Steynbrech“                                        | Saxifraga granulata                               | Knöllchen-Steinbrech (Saxifraga granulata)                                                          |
| Rhapsodia 34, S. 190             |           | Hepatica                                | „Edel Leberkraut“, „Hyrßklee“                             | Anemone hepatica                                  | Leberblümchen (Hepatica nobilis, nom. nov., sonst Tautonym „Hepatica hepatica“)                     |
| Rhapsodia 34, S. 191             |           | Iecoraria                               | „Leberkraut“                                              | Marchantia polymorpha                             | Brunnenlebermoos (Marchantia polymorpha)                                                            |
| Rhapsodia [„34“], S. 203         |           | Coriandrum                              | „Coriander“                                               | Coriandrum sativum                                | Echter Koriander (Coriandrum sativum)                                                               |
| Rhapsodia 35, S. 206             |           | Basilicum                               | „Basilienkraut“                                           | Ocimum basilicum                                  | Basilikum (Ocimum basilicum)                                                                        |
| Rhapsodia 36, S. 211             |           | Lilium convallium                       | „Meyenblümlin“                                            | Convallaria majalis                               | Maiglöckchen (Convallaria majalis)                                                                  |
| Rhapsodia 37, S. 213             |           | Scrophularia maior                      | „Brunwurtz“                                               | Scrophularia nodosa                               | Knotige Braunwurz (Scrophularia nodosa)                                                             |
| Rhapsodia 37, S. 214             |           | Scrophularia media                      | „Fotzwein“, „Fottzwangk“                                  | Sedum telephium                                   | Purpur-Waldfetthenne (Hylotelephium telephium)                                                      |
| Rhapsodia 37, S. 215             |           | Scrophularia minor, Ficaria             | „Fygwartzkraut“                                           | Ranunculus ficaria                                | Scharbockskraut (Ficaria verna, nom. nov., sonst Tautonym „Ficaria ficaria“)                        |
| Rhapsodia 37, S. 217             |           | -                                       | „Kuchenschell“, „Hacketkraut“                             | Anemone pulsatilla                                | Gewöhnliche Kuhschelle (Pulsatilla vulgaris, nom. nov., sonst Tautonym „Pulsatilla pulsatilla“)     |
| Rhapsodia 37, S. 218             |           | -                                       | „Gauchblum“                                               | Cardamine pratensis                               | Wiesen-Schaumkraut (Cardamine pratensis)                                                            |
| Rhapsodia 38, S. 219             |           | Capillus Veneris                        | „Maurrut“                                                 | Asplenium ruta-muraria                            | Mauerraute (Asplenium ruta-muraria)                                                                 |
| Rhapsodia 39, S. 224             |           | Hyoscyamus                              | „Bylsamkraut“                                             | Hyoscyamus niger                                  | Schwarzes Bilsenkraut (Hyoscyamus niger)                                                            |
| Rhapsodia [„41“], S. 227         |           | Pulegium                                | „Poley“                                                   | Mentha pulegium                                   | Polei-Minze (Mentha pulegium)                                                                       |
| Rhapsodia [„42“], S. 233         |           | Pentaphyllon                            | „Fünffingerkraut“                                         | nur Blatt                                         | Potentilla sp. (Fingerkräuter)                                                                      |
| Rhapsodia 42, S. 236             |           | Chelidonia                              | „Schölkraut“, „Schölwurtz“                                | Chelidonium majus                                 | Schöllkraut (Chelidonium majus)                                                                     |
| Rhapsodia 43, S. 238             |           | Anagallis mas                           | „Gauchheyl männlin“                                       | Anagallis arvensis                                | Acker-Gauchheil (Anagallis arvensis)                                                                |
| Rhapsodia 43, S. 239             |           | Anagallis foemina                       | „Gauchheyl weiblin“                                       | -                                                 | Blauer Gauchheil (Anagallis foemina)                                                                |
| Rhapsodia 44, S. 241             |           | Nigella                                 | „Rattenblumen“                                            | Agrostemma githago                                | Kornrade (Agrostemma githago)                                                                       |
| Rhapsodia 45, S. 245 [„249“]     |           | Matricaria                              | „Mettram“                                                 | Matricaria parthenium                             | Mutterkraut (Tanacetum parthenium)                                                                  |
| Rhapsodia 46, S. 250             |           | Tanacetum                               | „Reynfarn“                                                | Tanacetum vulgare                                 | Rainfarn (Tanacetum vulgare)                                                                        |
| Rhapsodia 48, S. 255             |           | Cotula foetida                          | „Hundtsblum“, „Krottendyll“                               | Anthemis cotula                                   | Stinkende Hundskamille (Anthemis cotula)                                                            |
| Rhapsodia 49, S. 257             |           | Calendula                               | „Ringelblum“                                              | Calendula officinalis                             | Ringelblume (Calendula officinalis)                                                                 |
| Rhapsodia 49, S. 258 [„254“]     |           | Oculus bovi, Buphthalmus                | „Gänßblumen“                                              | Chrysanthemum leucanthemum                        | Magerwiesen-Margerite (Leucanthemum vulgare, nom. nov., sonst Tautonym „Leucanthemum leucanthemum“) |
| Rhapsodia 50, S. 260             |           |                                         | „Gut Heynrich“                                            | wie S. 63                                         | |

Carl von Linné: Species Plantarum. 1. Auflage, Lars Salvius, Stockholm 1753
1. ↑  S. 113 (online).
2. ↑  S. 113 (online).
3. ↑  S. 112 (online).
4. ↑  S. 558 (online).
5. ↑  S. 510 (online).
6. ↑  S. 510 (online).
7. ↑  S. 865 (online).
8. ↑  S. 699 (online).
9. ↑  S. 699 (online).
10. ↑  S. 966 (online).
11. ↑  S. 360 (online).
12. ↑  S. 360 (online).
13. ↑  S. 218 (online).
14. ↑  S. 442 (online).
15. ↑  S. 136 (online).
16. ↑  S. 136 (online).
17. ↑  S. 235 (online).
18. ↑  S. 530–531 (online).
19. ↑  S. 500 (online).
20. ↑  S. 573 (online).
21. ↑  S. 561 (online).
22. ↑  S. 142 (online).
23. ↑  S. 143 (online).
24. ↑  S. 700 (online).
25. ↑  S. 941 (online).
26. ↑  S. 940–941 (online).
27. ↑  S. 945–946 (online).
28. ↑  S. 942 (online).
29. ↑  S. 139 (online).
30. ↑  S. 133 (online).
31. ↑  S. 137 (online).
32. ↑  S. 20 (online).
33. ↑  S. 867 (online).
34. ↑  S. 13 (online).
35. ↑  S. 289 (online).
36. ↑  S. 289 (online).
37. ↑  S. 661 (online).
38. ↑  S. 934 (online).
39. ↑  S. 934 (online).
40. ↑  S. 934 (online).
41. ↑  S. 554 (online).
42. ↑  S. 554 (online).
43. ↑  S. 984 (online).
44. ↑  S. 579 (online).
45. ↑  S. 579 (online).
46. ↑  S. 984 (online).
47. ↑  S. 584 (online).
48. ↑  S. 583 (online).
49. ↑  S. 578 (online).
50. ↑  S. 12 (online).
51. ↑  S. 277 (online).
52. ↑  S. 134 (online).
53. ↑  S. 131 (online).
54. ↑  S. 209 (online).
55. ↑  S. 946 (online).
56. ↑  S. 946 (online).
57. ↑  S. 309 (online).
58. ↑  S. 403 (online).
59. ↑  S. 538 (online).
60. ↑  S. 1137 (online).
61. ↑  S. 256 (online).
62. ↑  S. 597 (online).
63. ↑  S. 314–315 (online).
64. ↑  S. 619 (online).
65. ↑  S. 430 (online).
66. ↑  S. 550 (online).
67. ↑  S. 539 (online).
68. ↑  S. 656 (online).
69. ↑  S. 1081 (online).
70. ↑  S. 179 (online).
71. ↑  S. 577 (online).
72. ↑  S. 505 (online).
73. ↑  S. 148 (online).
74. ↑  S. 435 (online).
75. ↑  S. 890–891 (online).
76. ↑  S. 844–845 (online).
77. ↑  S. 894–895 (online).
78. ↑  S. 912 (online).
79. ↑  S. 888 (online).

## Identifikation der Taxa
In Kurt Sprengels Historia rei herbariae (1808) erschien eine erste kurze Liste mit linnéschen Binomen.
Im ersten Band seiner Geschichte der Botanik (1817) umfasste die Liste 131 Namen. Giuseppe Moretti (1782–1853) veröffentlichte 1852 eine Liste, in der er die Namen der in den drei Bänden abgebildeten Pflanzen bestimmte. Frédéric Kirschleger (1804–1869) identifiziert 1857 die Pflanzen der ersten beiden Bände. Laut Thomas Archibald Sprague, der 1928 eine umfangreiche Analyse sowohl der latainischen als auch der deutschen Ausgaben vornahm, waren nicht alle diese Identifikationen korrekt.